# Henri Frenay

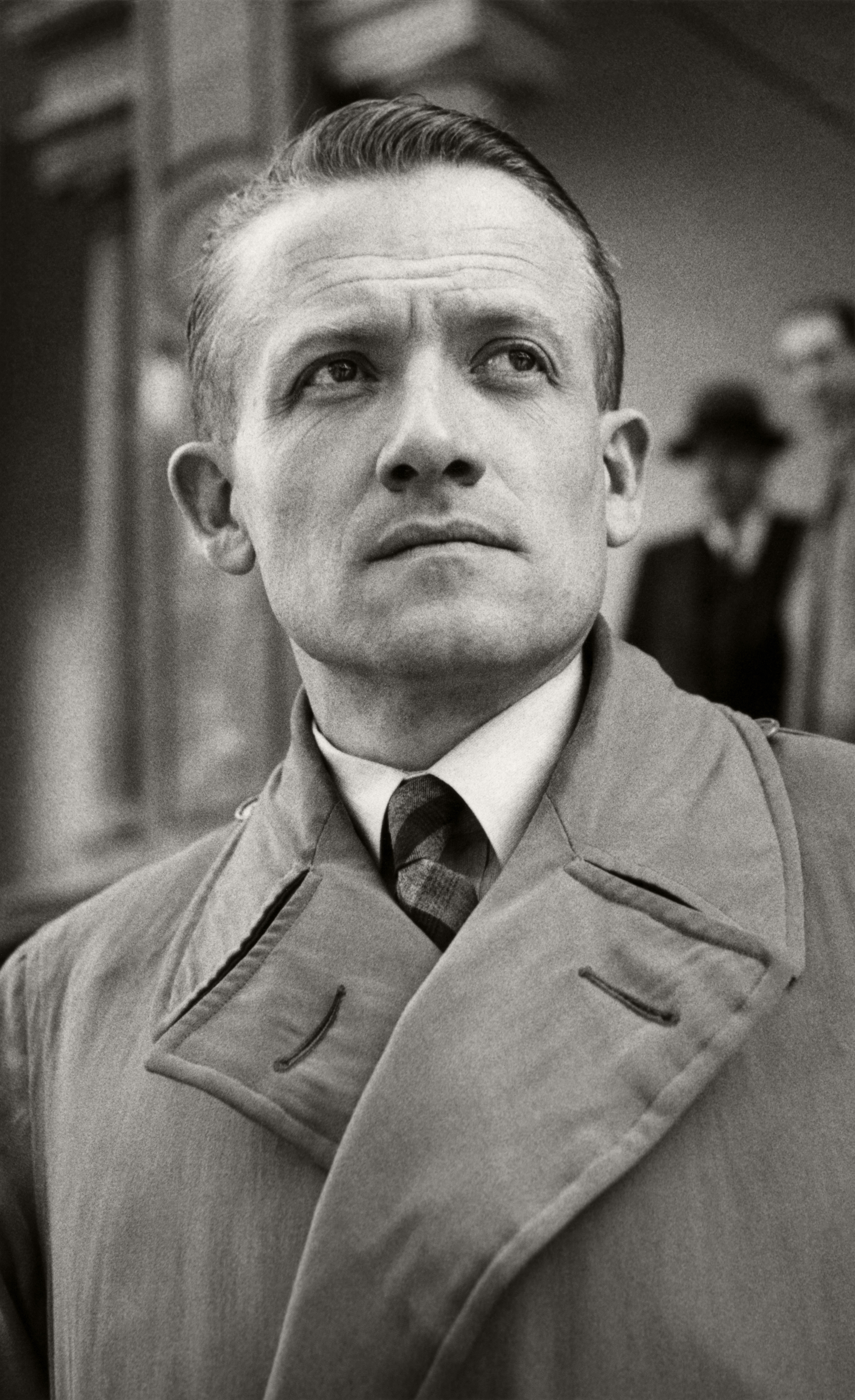
Henri Frenay

Henri Frenay (* 19. November 1905 in Lyon, Rhône; † 6. August 1988 in Porto-Vecchio, Département Corse-du-Sud) war ein französischer Politiker und führendes Mitglied der Résistance.
Als Sohn eines Berufsoffiziers studierte Frenay in Straßburg Deutsch, bevor er der französischen Armee beitrat und 1924 die Militärakademie Saint-Cyr besuchte. Im Zweiten Weltkrieg erreichte er den Rang eines Capitaine und wurde in den Vogesen während der deutschen Westoffensive von der Wehrmacht gefangen genommen.
Am 27. Juni 1940 floh er aus deutscher Kriegsgefangenschaft nach Marseille und unterstützte anfangs Marschall Henri Philippe Pétain als Abwehrchef. Desillusioniert von Pétain und dessen Vichy-Regime schloss er sich im Februar 1941 der Résistance an, deren Gruppe Combat („Kampf“) er im November 1941 gründete. Gleichzeitig beteiligte er sich an der Herausgabe an Untergrundzeitungen wie Les Petites Ailes („die kleinen Flügel“) und Vérités („Wahrheiten“). In der Résistance benutzte er die Kampfnamen Nef, Charvet, Henri Mollin, Lefebvre, Jeannin.
Im Februar 1942 beteiligte er sich an den Gesprächen mit Jean Moulin über die Einheit aller Résistance-Gruppen in Frankreich und wurde zum Kommissar für militärische Angelegenheiten ernannt. Moulins sah es als seine Aufgabe, die acht wichtigsten Résistance-Gruppen im Conseil National de la Résistance (CNR) zu vereinigen. Dazu gehörte
- der Combat Frenays
- die Franc-Tireur Jean-Pierre Lévys,
- die Gruppe Libération Sud Emmanuel d’Astier de la Vigeries,
- der Front National Pierre Villons,
- das Comité d’action socialiste Pierre Brossolettes und
- die Armée secrète von Charles Delestraint.

Als Jean Moulin und Charles Delestraint im Juni 1943 durch die Gestapo verhaftet wurden, flüchtete Frenay nach Algier. Im November 1943 berief ihn General de Gaulle zum Kommissar für Gefangene, Deportierte und Flüchtlinge des Comité français de la Libération nationale (CFLN) in Algier.
1944 kehrte Frenay zusammen mit de Gaulle nach Frankreich zurück und gehörte nach der Befreiung der Gouvernement provisoire de la République Française (GPRF) bis zum 21. Oktober 1945 an. Seine Hauptaufgabe bestand darin, 1.300.000 Gefangene und Deportierte allein vom Mai bis Juli 1945 nach Frankreich zurückzuholen.
Als Präsident der Union européenne des fédéralistes (UEF) lehnte er die Europakonzeption de Gaulles ab. Nach der Ablehnung der Europäischen Verteidigungsgemeinschaft EVG 1954 legte er die Präsidentschaft der UEF nieder. Er war Mitbegründer des Comité français d’échanges avec l’Allemagne nouvelle und der Union démocratique et socialiste de la Résistance (UDSR). Als Kandidat der SFIO war er 1958 bei den Wahlen zur Nationalversammlung erfolglos. Er unterstützte die Präsidentschaftskandidatur von Gaston Defferre und rief bei den Präsidentschaftswahlen 1965 dazu auf, gegen de Gaulle zu stimmen.
Beruflich war er Leiter einer Verlagsgesellschaft.
Frenay war Träger des Großkreuzes der Ehrenlegion.
Er war mit Chilina Ciosi verheiratet.

## Publikationen
- Combat (dt. Kampf) 1946, Denoël
- La Nuit finira (dt. Die Nacht wird enden) 1973, Robert Laffont
- Volontaires de la Nuit (Freiwillige der Nacht) 1975, Robert Laffont (auch in Engl.)
- L'Enigme Jean Moulin (Das Rätsel Jean Moulin) 1977, Robert Laffont